# Yunex Traffic
La société Yunex Traffic GmbH est une entreprise allemande, fruit de la scission de Siemens Mobility en 2020, baptisée Siemens ITS, elle est devenue indépendante du groupe Siemens en 2021 et renommée Yunex Traffuc GmbH avant d'être rachetée et intégrée, en juin 2022, dans Atlantia SpA, filiale du groupe Benetton en juin 2022, devenu Mundys en 2023.

Yunex Traffic GmbH propose des solutions globales dans le secteur des systèmes de transport intelligents (ITS) et Smart Mobility, spécialisée dans le développement et la fourniture de plateformes et de solutions intégrées, matériel et logiciels, pour les opérateurs d'infrastructures de mobilité intelligente et durable, au niveau urbain et extra-urbain. L'entreprise est présente dans plus de 600 villes dont Berlin, Bogota, Dubaï, Hambourg, Londres, Miami, Singapour et Sydney, implantée dans environ 40 pays sur les 4 continents (Europe, Amériques, Asie et Océanie).